# جورج بيثيون آدامز
جورج بيثيون آدامز هو محامي وقاضي وسياسي أمريكي، ولد في 3 أبريل 1845 في فيلادلفيا في الولايات المتحدة، وتوفي في 9 أكتوبر 1911 في هيوغو في الولايات المتحدة.